# بندق
البندق هو ثمرة شجرة البندق. يُستخدم البندق وجبةً خفيفةً، وفي المخبوزات والحلويات، وفي حبوب الإفطار مثل المويسلي. في صناعة الحلويات ، يُستخدم لصنع البرالين [الإنجليزية]، ويُستخدم أيضًا مع الشوكولاتة في صناعة حلوى الشوكولاتة ومنتجات مثل ألواح الشوكولاتة ودهانات الكاكاو بالبندق مثل نوتيلا والمرجان. كما أنها تُستخدم أيضًا في مشروب فرانجليكو الكحولي ‏. يتميز زيت البندق الذي يُعصر من البندق بنكهة قوية ومحتوى عالٍ من الدهون الأحادية غير المشبعة ‏. يُستخدم زيتًا للطهي وصلصةً للسلطات أو الخضار.
تعد تركيا أكبر منتج للبندق في العالم، حيث تمثل 64% من إجمالي الإنتاج في عام 2021. وبلغت إيرادات تركيا خلال 10 أشهر من موسم تصدير البندق 2023-2024 ما يزيد على مليار و975 مليون دولار.

## التسمية
كلمة معربة من الرومية Bonduc (مظهر، جلال)، أو Nux Pontiea (بوبو، مسعود) نسبة إلى Pont في إيطاليا

## الوصف

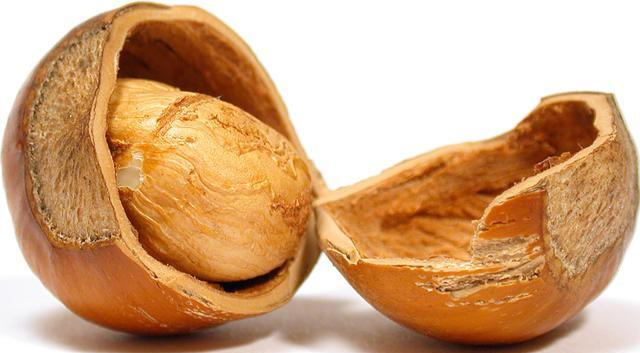
قشرة البندق المتشققة تظهر البذور الصالحة للأكل

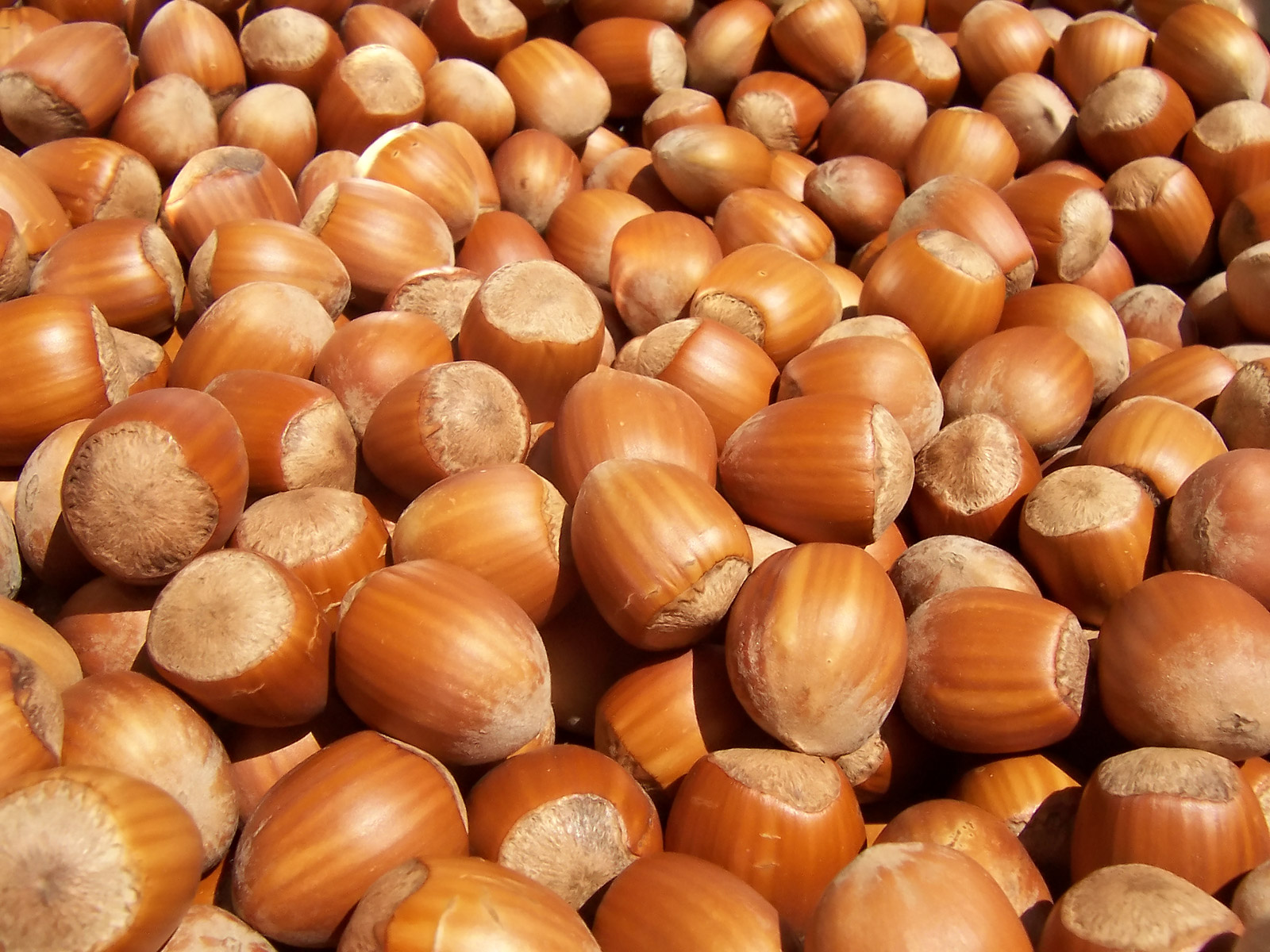
حب بندق

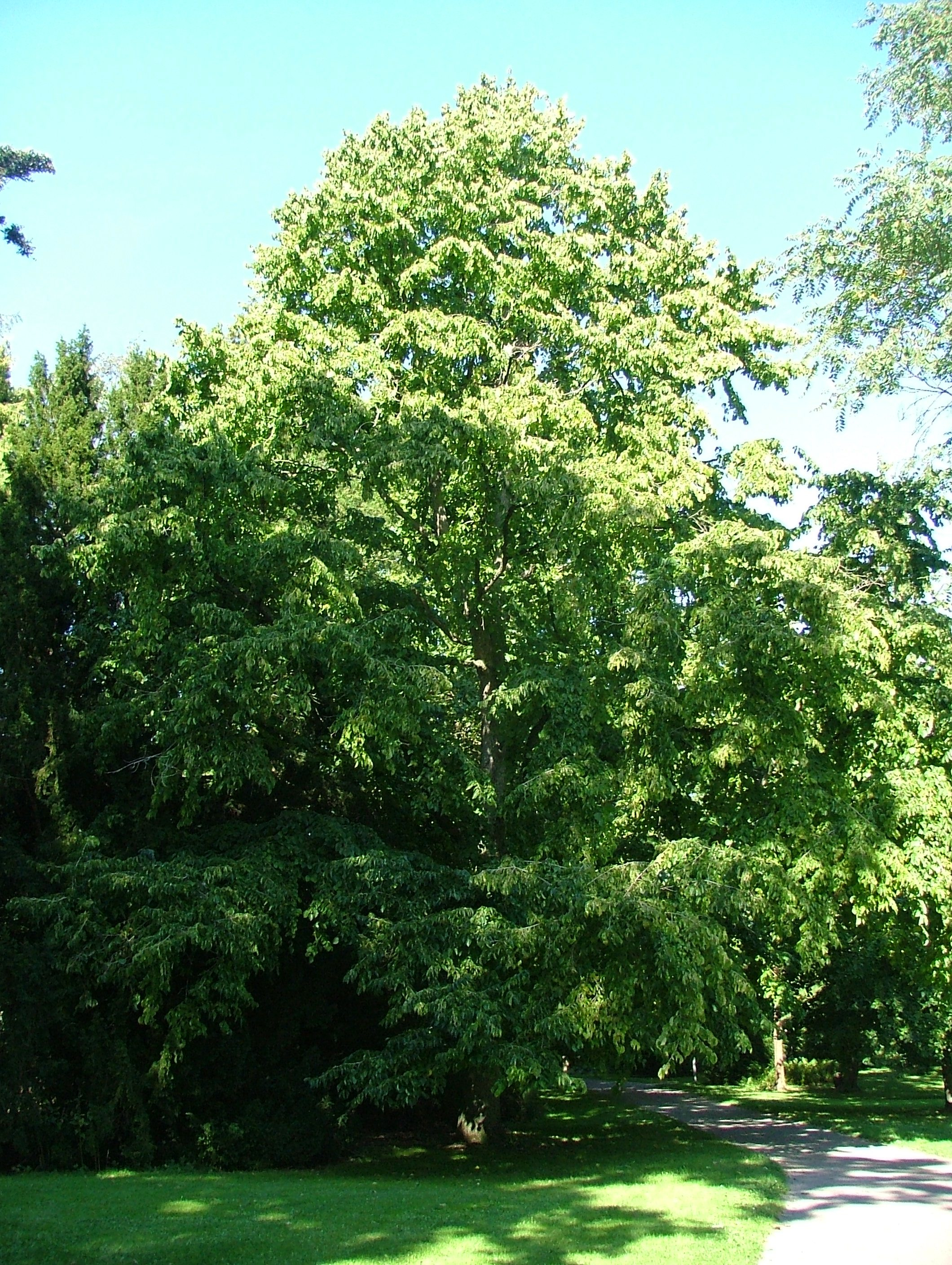
شجرة البندق في تركيا

كوز البندق ذو شكل كروي إلى بيضاوي تقريبًا، يبلغ طوله حوالي 15–25 مم وقطره حوالي 10–15 مم، محاط بقشرة ليفية خارجية تغلف قشرة داخلية ناعمة. يتميز البندق بشكل أكثر استطالة، حيث يكون طوله تقريبًا ضعف قطره. تخرج الجوزة من قشرتها عند نضجها، بعد مرور حوالي سبعة إلى ثمانية أشهر من التلقيح. البذور صالحة للأكل ويمكن استهلاكها نيئة، محمصة، أو مطحونة على شكل عجينة. تغطي البذرة قشرة رقيقة ذات لون بني غامق، تُزال أحيانًا قبل الطهي.

### علم النبات
من الناحية النباتية، فإن البندق الشائع هو مكسرات يتوافق مع نبات الفقيرة ذو الغلاف الخشبي. يُطلق على هذا الآكين اسم نبات الجوز [الفرنسية]. يأتي الغلاف من تصلب جزء واحد من المبيض، بعد إجهاض الجزء الآخر. وهي تشكل قشرة البذرة التي يطلق عليها أحيانًا، عن طريق الخطأ،«صدَفَة». يحتوي هذا الجوز على بذرة واحدة (النواة) والتي عادة ما تشغل كامل التجويف الداخلي للغلاف.
يتكون اللوز من فلقتين سمينتين، غنيتين بالدهون، ومغطى بطبقة صفراء تتحول إلى اللون البني وتزداد سماكة مع تقدم العمر.
هذه الفاكهة، بيضاوية الشكل أو تحت كروية الشكل وذرية، يمكن أن يصل طولها إلى سنتيمتر واحد إلى ثلاثة سنتيمترات وقطرها سنتيمترين؛ وهو محمي قبل تمام النضج بغلاف القناب [الفرنسية]، ذو مظهر ورقي ومقسم إلى فصوص غير منتظمة في نهايته. ويتكون هذا القناب من قنابات زهرية متداخلة ومتزامنة. إنه مغلف إلى حد ما اعتمادًا على الأنواع والأصناف، في بعض الأنواع تكون شعيراتها ذات شعيرات كبيرة قصيرة، حتى شائكة، بمجرد أن تجف.

## الزراعة

### تاريخ
في عام 1995، عُثر على أدلة على معالجة واسعة النطاق للمكسرات في العصر الحجري الوسيط، يعود تاريخها إلى حوالي 8000 عام، في حفرة نفايات [الإنجليزية] على جزيرة كولونسي [الإنجليزية] في اسكتلندا. تتكون الأدلة من حفرة كبيرة ضحلة مليئة ببقايا مئات الآلاف من قشور البندق المحروقة. وقد عُثر على البندق في مواقع أخرى تعود إلى العصر الحجري الوسيط، ولكن نادرًا ما عُثر عليه بكميات كبيرة أو مركّزًا في حفرة واحدة. أُرّخ الجوز بالكربون المشع إلى 7720 ± 110قبل الحاضر، والذي يُعادل ق. 6000  ق.ح.ع. لا توجد مواقع مماثلة في بريطانيا إلا في فارنهام في ساري وكاس ني هاوين في جزيرة مان.
يمنح هذا الاكتشاف نظرة ثاقبة على النشاط والتخطيط المجتمعي في تلك الفترة. حُصد البندق في عام واحد، ويشير تحليل حبوب اللقاح إلى أن جميع أشجار البندق قد قُطعت في نفس الوقت.
يشير حجم النشاط وغياب الحيوانات البرية الكبيرة في جزيرة كولونسي إلى أن المجتمع الذي عاش على الجزيرة ربما اعتمد بشكل رئيسي على نظام غذائي نباتي خلال فترة إقامتهم هناك. في البداية، كانت الحفرة تقع على مقربة من الشاطئ وكانت متصلة بحفرتين أصغر مبطنتين بالحجارة، وظيفتهما لا تزال غير معروفة، بالإضافة إلى موقد ومجموعة ثانية من الحفر.
الطريقة التقليدية لزيادة إنتاج الجوز تُعرف باسم «التفريخ»، وهي تتضمن تحفيز الشجرة لتوجيه طاقتها نحو إنتاج براعم الزهور. يتم ذلك عن طريق كسر أطراف براعم العام الجديد، دون قطعها، وذلك بعد ست أو سبع مجموعات من الأوراق عند نقطة اتصالها بالجذع أو الفرع، في نهاية موسم النمو. يُطلق على المنطقة التقليدية لزراعة البندق اسم «بلات».

### المستنبتات
تشمل مستنبتات البندق العديدة «أتابابا»، «برشلونة»، «بتلر»، «كازينا»، «كلارك»، «كوسفورد»، «دافيانا»، «ديلي لانغ»، «إنجلترا»، «إنيس»، «هالز عملاق»، «جيمتيجارد»، «كينت كوب»، «لويس»، «توكولي»، «توندا جينتيلي»، «توندا دي جيفوني»، «توندا رومانا»، «انليس برايد»، و«ويلاميت». تُزرع بعض أنواع البندق للحصول على صفات محددة، مثل الحجم الكبير للبندق أو توقيت الإثمار سواء كان مبكرًا أو متأخرًا، بينما تُزرع أنواع أخرى بغرض التلقيح. يتم إكثار معظم إنتاج البندق التجاري باستخدام براعم الجذور. بعض الأصناف هي من أصل هجين بين البندق الشائع والفيلبرت [الإنجليزية].

## الانتاج
في عام 2021، بلغ الإنتاج العالمي من البندق 1.1 مليون طن. تدعم هذه الزراعة حوالي 2 مليون شخص في تركيا، وهي تُزرع على ضفاف البحر الأسود في شمال شرق البلاد. وقد صدرت تنبيهات مرارا وتكرارا بشأن عمالة الأطفال، ثم استغلال اللاجئين السوريين. يمثل المحصول ما بين 57% من الإنتاج العالمي عام 2005 و67% عام 2017. يشكل إنتاج البندق في تركيا [الإنجليزية] 64% من إجمالي الإنتاج العالمي، تليها إيطاليا، والولايات المتحدة، وأذربيجان كمنتجين ثانويين.
الدول العشرة الأولى المنتجة هي كما يلي (بيانات منظمة الأغذية والزراعة)
| ترتيب           | الدولة           | 2011 (طن) | 2016 (طن) | 2017 (طن) |
| --------------- | ---------------- | --------- | --------- | --------- |
| 1               | تركيا            | 430٬000   | 420٬000   | 675٬000   |
| 2               | إيطاليا          | 128٬940   | 120٬572   | 131٬281   |
| 3               | الولايات المتحدة | 34٬927    | 39٬916    | 29٬030    |
| 4               | أذربيجان         | 32٬922    | 33٬941    | 43٬000    |
| 5               | جورجيا           | 31٬100    | 29٬500    | 21٬400    |
| 6               | الصين            | 22٬000    | 26٬087    | 27٬044    |
| 7               | إيران            | 21٬440    | 16٬349    | 15٬645    |
| 8               | إسبانيا          | 17٬579    | 9٬510     | 10٬485    |
| 9               | فرنسا            | 7٬341     | 11٬041    | 10٬833    |
| 10              | قرغيزستان        | 3٬689     | 4٬659     | 4٬872     |
| الإنتاج العالمي | الإنتاج العالمي  | 744٬976   | 748٬095   | 1٬006٬178 |

## في الثقافة
استخدم البندق أداة أدبية بواسطة جوليان نورويتش (حوالي 1343 - بعد 1416) ضمن أطروحتها المسيحية الصوفية رؤيا الحب الإلهي [الإنجليزية]. يُتخيل قشرة البندق على أنها عربة للجنية الملكة ماب [الإنجليزية] ضمن مسرحية روميو وجولييت للكاتب المسرحي والشاعر الإنجليزي وليام شكسبير. تُستخدم فاكهة البندق أيضًا أداةً مجازيةً في قصيدة إلى الخريف للشاعر الرومانسية الإنجليزية [الإنجليزية] للشاعر جون كيتس.

## معرض الصور

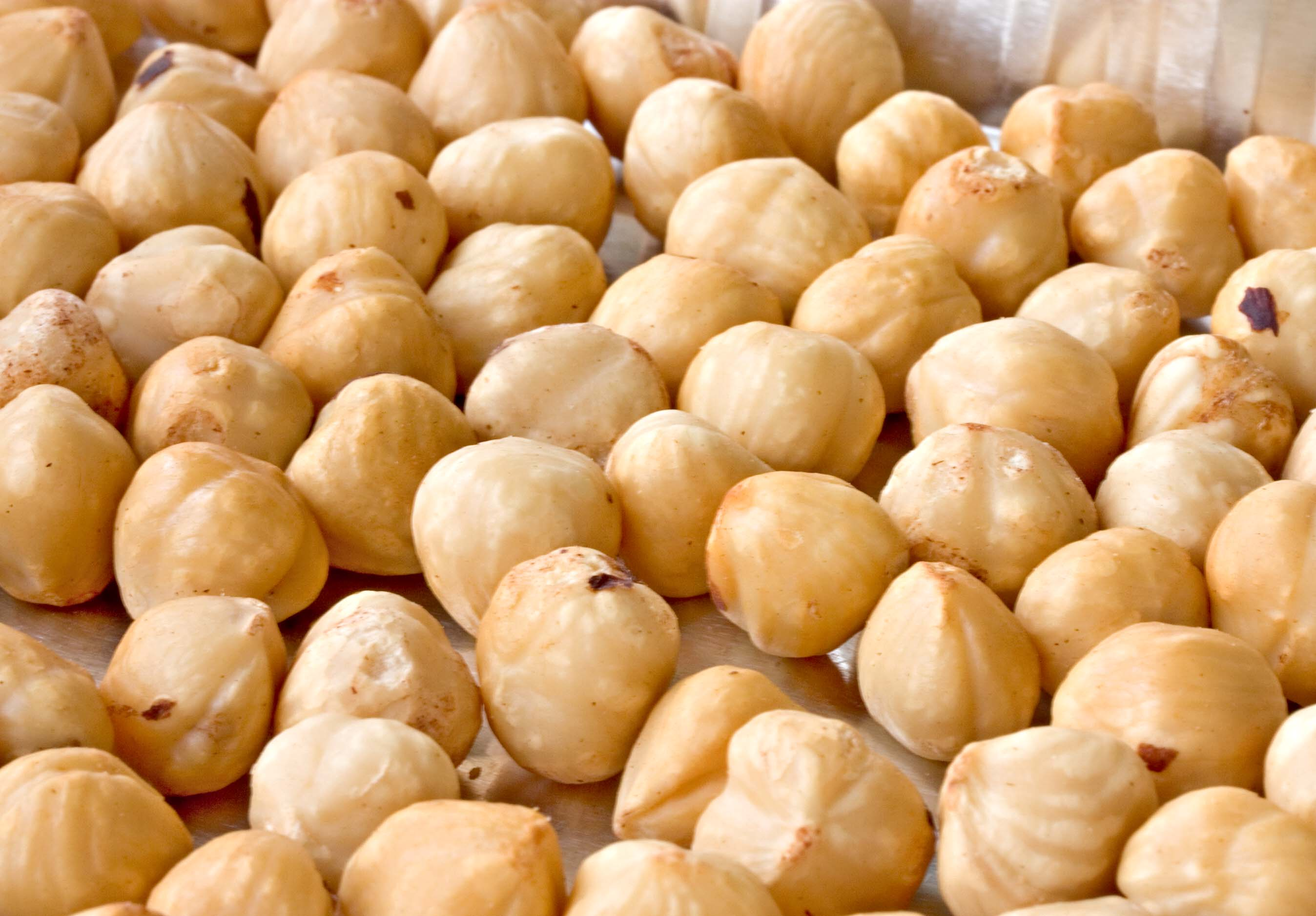
البندق المقشر والمدخن
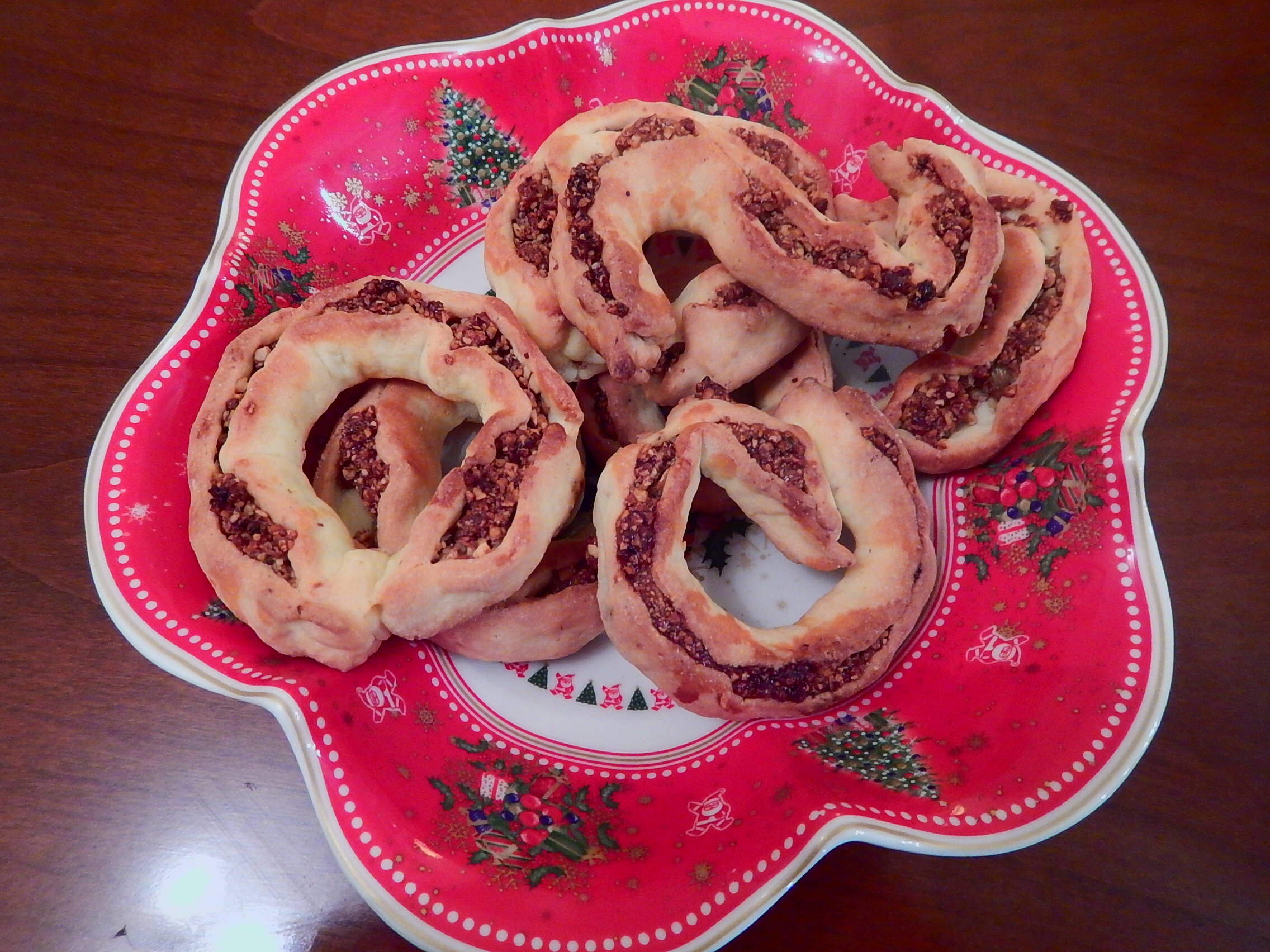
بسكويت بيكيلاتي، البسكويت النموذجي المصنوع من البندق، صقلية
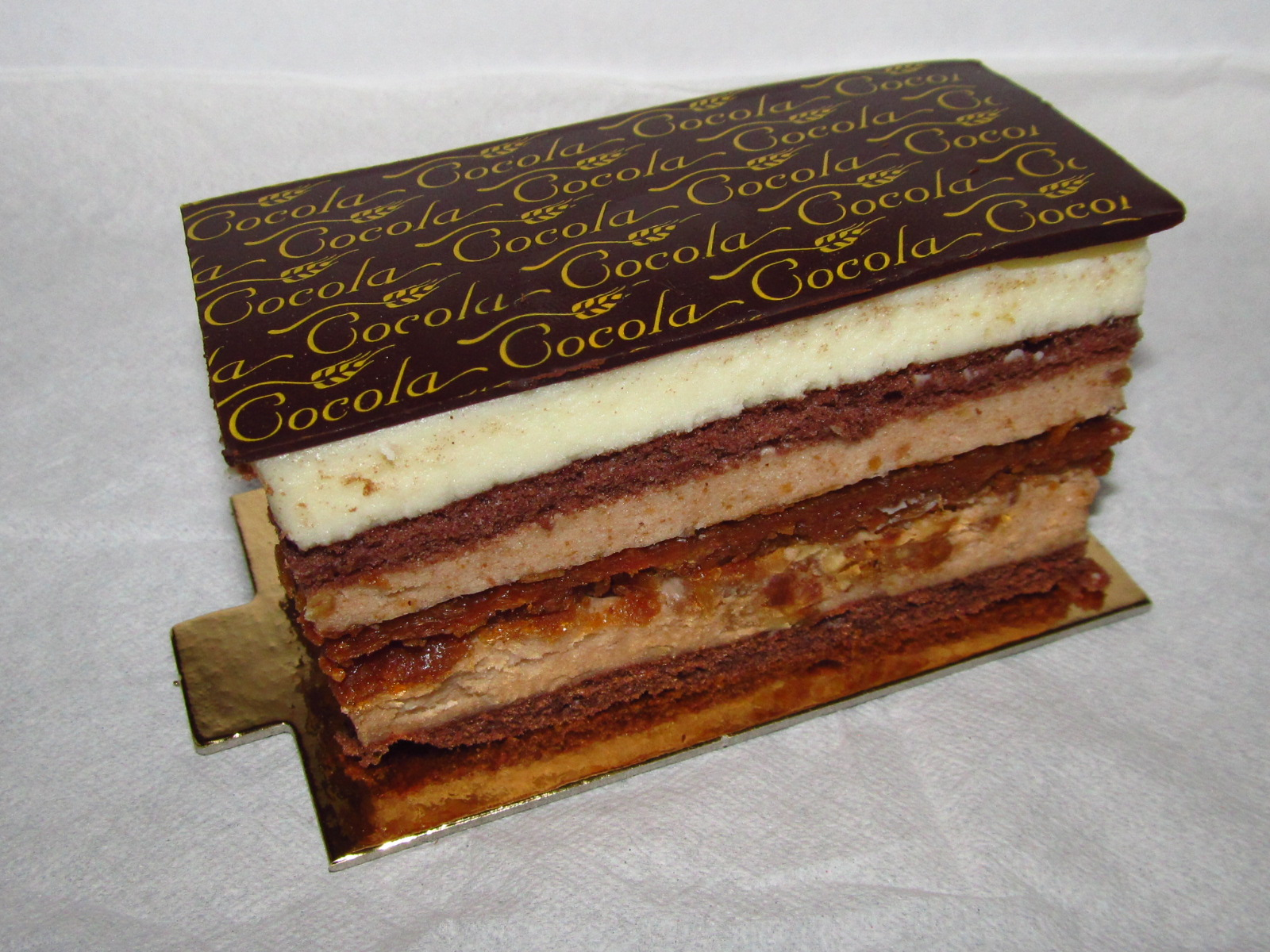
كعكة البندق
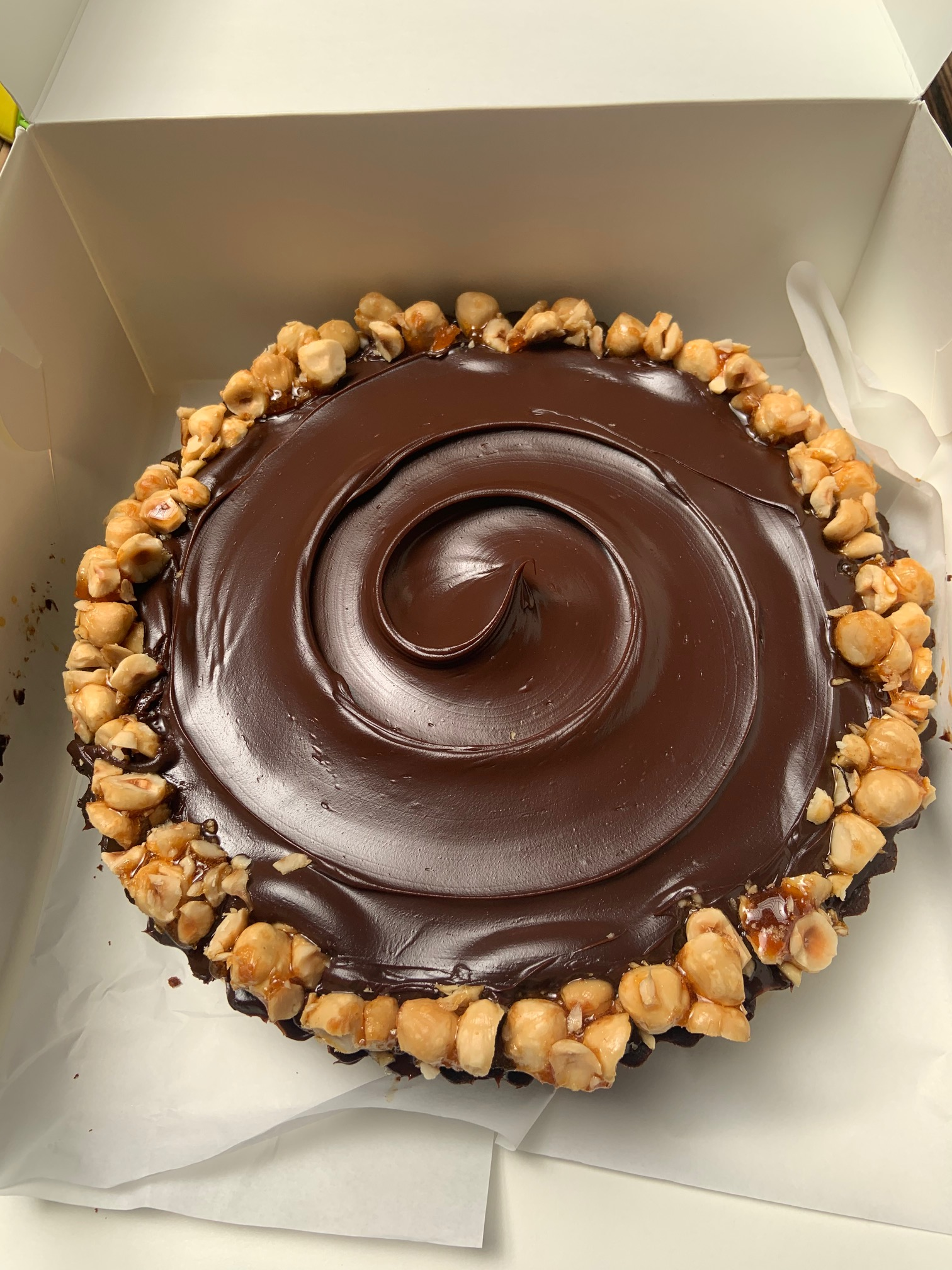
فطيرة الشوكولاتة بقشرة البندق
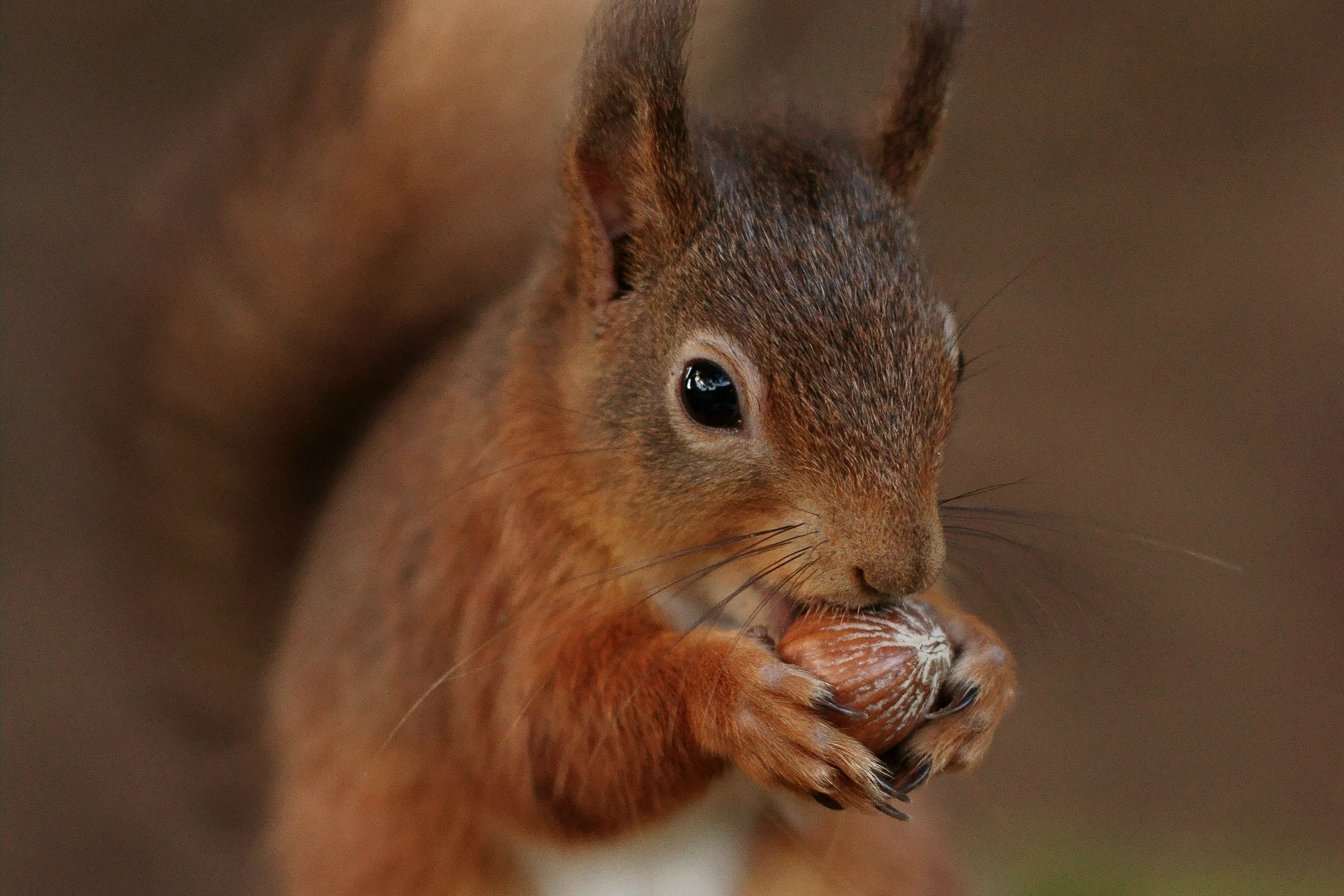
السنجاب الأحمر ( Sciurus vulgaris ) يأكل البندق، إنجلترا

## الملاحظات
1. ↑  كوريلوس أفيلانا
2. ↑  تختلف سماكة القشرة وصلابتها باختلاف الأنواع والأصناف، ولها تأثير كبير على القيمة التجارية لأغلى حبات البندق، والتي من الواضح أنها الأسهل في الكسر والفصل عن بقايا القشرة.
3. ↑  عادة، تنتج البذرة عن طريق تخصيب بويضة واحدة، ثم تُجهض الأخرى. ويحدث أن البذرة مزدوجة داخل نفس البندق. حتى أن هناك لعبة للأطفال، إذا حدث أن فتحت مثل هذه الجوزة المزدوجة، عليك أن تصرخ «فلبين» قبل أن يلاحظ أحد من حولك الشذوذ ويطلق الصراخ بنفسه، وفي هذه الحالة، يُمنح الرهن إلى كسارة البندق.
4. ↑  إذا عانت الشجرة من الجفاف أثناء نضج البندق، فمن الشائع أن اللوز لا يملأ تجويف القشرة بالكامل.
5. ↑  تُستخدم كلمة "اللوز" هنا بمعناها النباتي والعام « البذرة الموجودة في نواة النبتة والتي تحتوي على احتياطي غذائي مهم يسمح للجنين بالتطور»  (Marouf, Reynaud, « La Botanique de A à Z », Dunod, 2007)، وليس بمعنى اللغة المشتركة التي تحدد ثمرة اللوز (Prunus dulcis).
6. ↑  في الجزء العلوي منها تبقى بقايا الطراز (علم النبات [الإنجليزية] والمياسم
7. ↑  يمكن أن تحتوي بعض الأصناف الكبيرة والنادرة والمستديرة على قطر ثلاثة سنتيمترات
8. ↑  بعض الأصناف تظهر ما يقرب من نصف البندق، والبعض الآخر يخفيه إلى حد كبير
9. ↑  بالقشور
10. ↑  ولاية أوريغون